# Vienna Open 1982
Il Vienna Open 1982, noto anche come Fischer Grand Prix per motivi di sponsorizzazione, è stato un torneo di tennis giocato sul cemento indoor della Wiener Stadthalle a Vienna, in Austria. È stata l'8ª edizione del torneo, faceva parte del Volvo Grand Prix 1982 e si è giocato dal 18 al 24 ottobre 1982.

## Campioni

### Singolare maschile
Brian Gottfried ha battuto in finale  Bill Scanlon con il punteggio di 6–1, 6–4, 6–0

### Doppio maschile
Henri Leconte /  Pavel Složil hanno battuto in finale  Mark Dickson /  Terry Moor con il punteggio di 6–1, 7–6